# Obsequium amicos, veritas odium parit
 Obsequium amicos, veritas odium parit  лат. (изговор: опсеквијум амикос, веритас одијум парит). Угађање ствара пријатеље, а истина мржњу. (Теренције)

## Поријекло изреке
Изреку изрекао  у другом вијеку п. н. е.   римски  писац  комедија   Теренције.

## Тумачење
Пријетељства су углавном формална и површна пошто их прави додворавање и улагивање. Истина    конфронтира. Прави мржњу.